# 农齐亚塔·塞拉迪米尼
农齐亚塔·塞拉迪米尼（義大利語：Nunziata Serradimigni，1960年2月8日—），意大利前女子篮球运动员。她曾代表意大利国家队参加1980年夏季奥林匹克运动会篮球比赛，结果获得第六名。